# Rubik's Snake
Le Rubik's Snake est un casse-tête mécanique composé de 24 prismes triangulaires. Ces triangles sont placés de manière à pouvoir pivoter les uns par rapport aux autres, mais ne peuvent être séparés. Chaque prisme peut adopter quatre positions différentes obtenues par rotations successives de 90°. Habituellement les triangles ont des couleurs alternées. Le Rubik's Snake peut prendre différentes positions comme une ligne droite, une boule, un canard, un rectangle, un serpent et bien d'autres formes encore. Le Rubik's snake a été inventé par le professeur Ernő Rubik, aussi connu pour son invention du Rubik's Cube.

## Notations

### Notation des manipulations

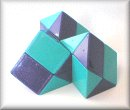
Exemple de figure: les trois pics

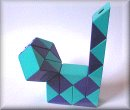
Exemple de figure: le chat

La description d'une forme arbitraire est basée sur un ensemble d'instructions concernant la rotation des prismes. La ligne droite est prise pour point de départ, et les 12 prismes situés en bas sont numérotés de 1 à 12. Les zones de rotation gauche et droite de ces prismes sont notés G et D respectivement. Les quatre rotations possibles sont numérotées de 0 à 3, prises dans l'ordre des aiguilles d'une montre. La position 0 consiste à laisser la pièce dans sa position d'origine et n'est donc pas notée explicitement. Une rotation est notée comme suit :
1. Numéro du prisme : 1 à 12
2. Côté du prisme à tourner (gauche ou droite) : G ou D
3. L'angle de la rotation : 1, 2 ou 3

Avant d'effectuer une rotation, assurez-vous que le serpent est dans une position où le dernier triangle à gauche se trouve vers le bas.
- Par exemple, la figure dite "des trois pics" :

6D1-6G3-5D2-5G3-4D2-4G1-1D1-3G3-3D2-7G2-7D3-8G1-8D2-9G1-9D2-10G3-12D3-11G1-10D2
- Par exemple, la figure dite "du chat" :

9D2-9G2-8G2-7D2-6D2-6G2-5G3-4G2-3D2-2D2-2G2

### Notation simplifiée des manipulations
Les positions des 24 sections peuvent être énumérées directement l'une après l'autre. Ici les positions 0, 1, 2 et 3 sont toujours basées sur le degré de rotation entre une section et sa suivante (de gauche à droite), si l'on regarde l'axe de rotation de la droite. Cette notation ne permet pas nécessairement de réaliser la figure, dans la mesure où l'ordre dans lequel les rotations doivent être effectuées n'est pas connu.
- Par exemple, la figure dite "des trois pics" :

10012321211233232123003
- Par exemple, la figure dite "du chat" :

02202201022022022000000

### La méthode de Fiore
Plutôt que d'utiliser des nombres, Albert Fiore emploie des lettres pour indiquer la direction dans laquelle la seconde pièce (à droite) est orientée par rapport à la première (à gauche): D, L, U et R. Ces positions sont listées consécutivement plutôt que d'être numérotées, de telle manière qu'une position en ligne droite soit notée DDDDDDDDDDDDDDDDDDDDDDD plutôt que d'être supposée prise comme point de départ.

## Mathématiques
Le nombre de formes possibles pour le Rubik's Snake est au plus 423 = 70 368 744 177 664 ≈ 7 × 1013 (23 pivot à manipuler avec 4 positions possibles pour chaque). Le nombre réel de configurations possible est moindre que cette borne supérieure, car certaines configurations ne sont pas réalisables dans la mesure où plusieurs pièces devraient occuper la même position dans l'espace.
Peter Aylett a calculé par une recherche exhaustive 
que 13 446 591 920 995 (≈ 1,3 × 1013) de position sont possibles en interdisant les collisions entre prismes ; ou 6 721 828 475 867 (≈ 6,7 × 1012) lorsque des images en miroir (définies comme la même séquence de tours, mais à partir de l'autre extrémité du serpent) sont comptées comme une seule position ainsi que les symétries de rotation des motifs bouclés.